# Доберезневий період
Доберезневий період (від нім. Vormärz, ˈfoːɐ̯ˌmɛʁt͡s) — історичний період, який розпочався після Віденського конгресу 1815 р. та Липневої революції 1830 р. і тривав до революцій 1848 р. в Німецькому союзі. Цей період також називають епохою Меттерніха, в мистецтві — Бідермаєром. В цей період в Австрії та Пруссії були запроваджені поліцейські заходи з сильною цензурою у відповідь на заклики до лібералізації суспільно-політичного життя.